# Формула тринома

Піраміда Паскаля, грані — Тернарна діаграма, трикутне число доданків.

Формула тринома — в математиці, формула натурального степеня для суми трьох одночленів.
{\displaystyle (a+b+c)^{n}=\sum _{{i,j,k} \atop {i+j+k=n}}{n \choose i,j,k}\,a^{i}\,b^{\;\!j}\;\!c^{k},}
сума береться по всіх комбінаціях невід'ємних i, j, k таких, що i + j + k = n.
Триноміальні коефіцієнти дорівнюють:
{\displaystyle {n \choose i,j,k}={\frac {n!}{i!\,j!\,k!}}\,.}
Формула є частковим випадком формули мультинома для m = 3. Коефіцієнти можна рахувати із узагальнення трикутника Паскаля — піраміди Паскаля.

## Рекурсія
Коефіцієнти можна порахувати, застосувавши біном Ньютона двічі, після заміни {\displaystyle d=b+c}, порахуємо біноміальні коефіцієнти
{\displaystyle {\begin{aligned}(a+b+c)^{n}&=(a+d)^{n}=\sum _{r=0}^{n}{n \choose r}\,a^{n-r}\,d^{r}\\&=\sum _{r=0}^{n}{n \choose r}\,a^{n-r}\,(b+c)^{r}\\&=\sum _{r=0}^{n}{n \choose r}\,a^{n-r}\,\sum _{s=0}^{r}{r \choose s}\,b^{r-s}\,c^{s}.\end{aligned}}}
На наступному розгорнемо порахуємо {\displaystyle (b+c)^{r}}.
Спростимо запис для добутку біноміальних коефіцієнтів:
{\displaystyle {n \choose r}\,{r \choose s}={\frac {n!}{r!(n-r)!}}{\frac {r!}{s!(r-s)!}}={\frac {n!}{(n-r)!(r-s)!s!}},}
і перейменуємо {\displaystyle i=n-r,~j=r-s,~k=s}.

## Властивості
Число доданків буде трикутним числом
{\displaystyle t_{n+1}={\frac {(n+2)(n+1)}{2}},}

## Приклад
- {\displaystyle (a+b+c)^{2}=a^{2}+b^{2}+c^{2}+2ab+2bc+2ca}